# Saison 2012-2013 de l'Athlétic Club Arles-Avignon
Maillots
Dernière mise à jour : 25 mai 2013.
Chronologie
Saison précédente Saison suivante
La saison 2012-2013 de l'Athlétic Club Arles-Avignon voit le club s'engager dans trois compétitions que sont la Ligue 2, la Coupe de France et la Coupe de la Ligue. Le club a obtenu son maintien lors de la 37e journée la saison dernière.

## Effectif actuel
L'effectif professionnel de la saison 2012-2013 compte 4 joueurs internationaux.
Le 5 juin 2012, le site de La Provence annonce que l'entraîneur adjoint Pascal Braud ne sera pas conservé.
10 jours plus tard, le journal AVI City Local News rapporte la nomination de Fabrice Asensio au poste d'entraîneur adjoint.
Finalement, c'est Noël Tosi qui occupera le poste d'entraineur adjoint pour la saison.
Le 5 novembre 2012, Thierry Laurey est officiellement démis de ses fonctions d'entraîneur par le président de l'AC Arles-Avignon Marcel Salerno lors d'une conférence de presse tenue au Parc des Sports, siège du club. Cependant, il n'est pas licencié du club et reste donc à disposition du club jusqu'à nouvel ordre. C'est donc Pierre Mosca qui dirige l'équipe première depuis ce jour.
Robert Nouzaret, jusqu'alors président-délégué quitte le club le 7 janvier.

### Transferts
| Été 2012            |                     |                    |                           |                 |
| Nom                 | Nationalité         | Transfert          | Provenance/Destination    | Division        |
| Arrivées            |                     |                    |                           |                 |
| Sébastien Cantini   | France              | Libre              | CS Sedan Ardennes         | Ligue 2         |
| William Aho Abou    | Côte d'Ivoire       | Libre              | Montpellier HSC (Réserve) | CFA 2           |
| Ben Sangaré         | France              | Libre              | US Ivry                   | CFA             |
| Erwan Quintin       | France              | Libre              | Vannes OC                 | National        |
| Julien Cardy        | France              | Libre              | Tours FC                  | Ligue 2         |
| Damien Plessis      | France              | Libre              | Panathinaïkos             | Superleague     |
| David Suarez        | France              | Libre              | SC Bastia                 | Ligue 1         |
| Maurice-Junior Dalé | France              | Gratuit            | FC Nantes                 | Ligue 2         |
| Ladislas Douniama   | France              | Prêt               | FC Lorient                | Ligue 1         |
| Chaouki Ben Saada   | Tunisie             | Rupture de contrat | RC Lens                   | Ligue 2         |
| Kanga Akalé         | Côte d'Ivoire       | Libre              | Panetolikós FC            | Superleague     |
| Retours de prêt     |                     |                    |                           |                 |
| Départs             |                     |                    |                           |                 |
| Dianbobo Baldé      | Guinée              | Fin de carrière    | -                         | -               |
| Fabien Laurenti     | France              | Fin de contrat     | US Le Pontet              | CFA             |
| Anthony Guise       | France              | Fin de contrat     | US Le Pontet              | CFA             |
| Thomas Ayasse       | France              | Fin de contrat     | AS Nancy-Lorraine         | Ligue 1         |
| Romain Élie         | France              | Fin de contrat     | Levski Sofia              | Ligue A         |
| Deme N'Diaye        | Sénégal             | Fin de contrat     | RC Lens                   | Ligue 2         |
| Vincent Acapandié   | France              | Retour de prêt     | AJ Auxerre                | Ligue 2         |
| Mehdi Courgnaud     | France              | Retour de prêt     | Dijon FCO                 | Ligue 2         |
| Mohamed Yattara     | Guinée              | Retour de prêt     | Olympique lyonnais        | Ligue 1         |
| Christophe Landrin  | France              | Rupture de contrat | ES Veauche                | PHR Rhône-Alpes |
| Prêts               |                     |                    |                           |                 |
| Hiver 2013          |                     |                    |                           |                 |
| Nom                 | Nationalité         | Transfert          | Provenance/Destination    | Division        |
| Arrivées            |                     |                    |                           |                 |
| Benjamin Psaume     | France              | Prêt               | ES Troyes AC              | Ligue 1         |
| Jonathan Tinhan     | Bénin               | Prêt               | Montpellier HSC           | Ligue 1         |
| Jordi Delclos       | France              | Gratuit            | EFC Fréjus Saint-Raphaël  | National        |
| Oumar Diao          | France              | Gratuit            | ES du Mont-Gaillard       | DHR Normandie   |
| Gaël Germany        | France              | Gratuit            | Paris FC                  | National        |
| Jonathan Roufosse   | France              | Gratuit            | Paris FC                  | National        |
| Raphaël Caceres     | France              | NC                 | Dijon FCO                 | Ligue 2         |
| Éric Marester       | France              | Gratuit            | AS Monaco FC              | Ligue 2         |
| Retours de prêt     |                     |                    |                           |                 |
| Départs             |                     |                    |                           |                 |
| Ladislas Douniama   | République du Congo | Rupture de prêt    | EA Guingamp               | Ligue 2         |
| Haminu Draman       | Ghana               | Rupture de contrat | Gil Vicente FC            | Primeira Liga   |
| Oumar Diao          | France              | NC                 | ES du Mont-Gaillard       | DHR Normandie   |
| Prêts               |                     |                    |                           |                 |

## Rencontres de la saison

### Matchs amicaux
Afin de bien préparer la nouvelle saison, l'AC Arles-Avignon va effectuer un stage à Peralada, en Catalogne du 23 juin 2012 au 30 juin 2012. Là bas, l'équipe devait affronter l'équipe de Chivas mais ce fut finalement l'équipe locale de UE Figueres. Enfin, les joueurs retournèrent en France pour affronter 5 autres équipes. Alors que l'équipe devait affronter le Wydad de Fès, c'est finalement l'US Luzenac qui fait figure de dernier adversaire dans cette série de matchs amicaux.

### Ligue 2

#### Des débuts encourageants - Journées 1 à 6
Le mercato estival de l’AC Arles-Avignon s’est vu moins important que lors des deux saisons précédentes mais malgré tout, ce ne sont pas moins de 10 départs et 10 arrivées qui ont été enregistrés depuis son ouverture. Les dirigeants ont misé sur la jeunesse encadrée par les joueurs expérimentés déjà présents la saison dernière.
C’est donc avec une équipe remodelée et avec un nouveau capitaine, Ludovic Butelle qui prend le brassard après le départ de Thomas Ayasse (à l’AS Nancy-Lorraine), que l’ACA se déplace au nouveau stade du Havre, le Stade Océane  avec l’ambition de prendre 3 points face aux Haut-Normands et surprendre tout le monde dès la première journée. 
C’est devant 7 814 spectateurs que l’ACA entame sa saison au Havre. Dès la 16e minute, c’est pourtant les Havrais qui ouvrent le score par l’intermédiaire de Yohann Rivière. Il faut attendre l’heure de jeu pour voir l’égalisation provençale, venue de Haminu Draman, sur une passe de Bakary Soro. Alors que l’entraîneur Thierry Laurey pensait ramener un point de la Normandie, Romain Rocchi inscrit le but de la victoire à la 81e minute et permet à son club de remporter son premier match de la saison comme l’année précédente.
C'est donc après une victoire lors de la première journée de Ligue 2 que les Acéistes accueillent le RC Lens au Parc des Sports d'Avignon dans l'espoir de confirmer cette belle entame de saison. Malheureusement, le match reste fermé pendant la première heure de jeu même si un pénalty discutable aurait pu être accordé aux locaux. Dans la dernière demi-heure, le match se débride mais à 10 minutes de la fin, l'arbitre inflige un second carton jaune à Sébastien Cantini, synonyme d'exclusion. Finalement, la rencontre se termine sur le score nul et vierge de 0-0 et l'ACA prend malgré tout un bon point à domicile, grâce notamment à des arrêts décisifs de son gardien et capitaine, Ludovic Butelle.
Pour leur déplacement chez le promu corse du GFC Ajaccio, les Arlésiens subissent une partie du match avec notamment un but de Mickaël Colloredo avant de revenir, une nouvelle fois en fin de match avec un pénalty accordé aux Provençaux à la 85e minute. David Suarez le transforme et permet à son équipe de repartir de la Corse avec un point et de conserver l'invincibilité en cours depuis la défaite 3-0 au Stade de la Beaujoire face au FC Nantes le 4 mai 2012.
La semaine suivante, l'AC Arles-Avignon reçoit Angers, fortement diminué en raison des absences de nombreux cadres. Thierry Laurey aligne une formation offensive tout en conservant sa charnière centrale. C'est donc logiquement que l'ACA s'impose 2 buts à 0 sous une chaleur accablante grâce à des buts de Julien Cardy (57e) et Maurice-Junior Dalé (87e) alors que Chaouki Ben Saada faisait ses grands débuts sous le maillot arlésien. C'est ainsi que l'ACA continue sa très bonne série à domicile  (6 victoires et 6 matchs nuls) en 2012, sa dernière défaite au Parc des Sports remontant au 20 décembre 2011 (défaite 5 à 1 face au FC Istres).
C'est sans complexe que les acéistes se rendent au stade Louis-II pour affronter l'AS Monaco pour le compte de la 5e journée de Ligue 2. Monaco ouvre le score peu avant la pause par Ibrahima Touré à la suite d'une erreur défensive des bleu et or alors que les Arlésiens marquent un but dans le temps additionnel mais celui-ci est refusé pour cause de hors-jeu. Au retour des vestiaires, Maurice-Junior Dalé rate un pénalty qui aurait pu remettre les deux équipes à égalité et éviter aux monégasques d'accroître leur avance peu avant l'heure de jeu puis frapper de nouveau dans les dernières secondes de la rencontre. Cette défaite 3-0, jugée sévère par les joueurs, a permis de recadrer l'équipe avant le match de Coupe de la Ligue quatre jours plus tard.
Après le revers 3 à 0 à Monaco, l'ACA voulait se relancer mais avec prudence face à un adversaire direct, le FC Nantes. Le match fut bien dirigé par les acéistes, profitant de l'expulsion d'un Nantais. David Suarez puis Ben Sangaré permettent à l'AC Arles-Avignon de mener 2 à 0 jusqu'à la 88e minute et la réduction du score de Filip Djordjevic sur pénalty. Le match se termine sur le score de 2 à 1 et permet aux Arlésiens de remonter à la 6e place du classement.

#### La fin de l'ère Laurey - Journées 7 à 13
Lors de la 7e journée de Championnat de France de football de Ligue 2, l'AC Arles-Avignon est une nouvelle fois tenu en échec sur la pelouse d'un promu. Les joueurs de l'ACA buttent en effet sur une équipe de Niort bien regroupé et terminent la rencontre sur un score nul et vierge. La semaine suivante, l'ACA ne peut mieux faire qu'un match nul à domicile face à la Berrichonne de Châteauroux (1-1). Le 1er octobre 2012, le club amorce sa descente aux enfers. En effet, l'équipe provençale va perdre six fois consécutivement. La première défaite de cette série intervient face à un ancien pensionnaire de Ligue 1, l'AJ Auxerre avec un revers sur le score de 2 à 1. Au cours de la rencontre, Romain Rocchi marque un but absolument somptueux. L'AC Arles-Avignon reçoit Clermont Foot pour le compte de la 10e journée et s'incline 0-2. Les journées suivantes se soldent par des revers face à Sedan avec une défaite 4 à 2, Caen (0-2) et enfin face au promu nîmois au Stade des Costières (4-1). Après cette longue série de défaites, les jaunes et bleus pointent à la 18e place du Championnat de France de Ligue 2. Cette situation amène le président du club à remercier Thierry Laurey.

#### Des résultats mitigés - Journées 14 à 24
Pierre Mosca devient entraineur par intérim à la suite de l'éviction de Thierry Laurey. Le premier match de l'ère Mosca se solde par une lourde défaite à domicile face au Stade lavallois, 3 à 0. Contre toute attente, les joueurs de l'ACA mettent fin à cette mauvaise série en allant battre un candidat à la montée en Ligue 1, le FC Istres. Ladislas Douniama est l'unique buteur de la rencontre. L'AC Arles-Avignon poursuit ensuite avec deux matchs nuls et vierges face au Mans et l'EA Guingamp.
Le 14 décembre 2012, les hommes de Pierre Mosca reçoivent les tourangeaux. Le Tours FC ouvre la marque par l'intermédiaire de Prince Oniangue. Chaouki Ben Saada égalise et marque son premier but sous ses nouvelles couleurs grâce à un coup franc enveloppé. Romain Rocchi va même donner l'avantage aux siens d'une reprise de volée. Mais à la 86e minute du match, alors que le gardien de l'ACA Naby-Moussa Yattara est à terre, l'arbitre laisse l'avantage et permet à Christian Kouakou de remettre les deux équipes à égalité.
Ludovic Butelle effectue son retour de blessure face à Dijon. Le dernier match de la première partie du championnat se solde par un match nul (1-1), Chaouki Ben Saada ayant profité d'une erreur de la défense bourguignonne pour ouvrir la marque. Mais la demi-volée de Raphaël Caceres permettait à Dijon d'empocher un point à l'extérieur.
L'AC Arles-Avignon débute la phase retour des matchs de championnat avec un déplacement à Lens qui se solde sur un match nul et vierge. Le 18 janvier 2013, les acéistes reçoivent le GFC Ajaccio et l'emportent grâce à une frappe de Téji Savanier. Au cours de la rencontre, Ludovic Butelle stoppe même un pénalty.
Lors de la 22e journée de championnat, les jaunes et bleus s'inclinent face au SCO Angers (2-0), les angevins profitant d'un but contre son camp de Damien Plessis en début de seconde période. La semaine suivante, les provençaux reçoivent le leader monégasque. Malgré une excellente prestation des joueurs de l'ACA, c'est l'AS Monaco qui s'impose 2 à 0. Ce soir-là, Emmanuel Rivière marque son premier but sous ses nouvelles couleurs. C'est ensuite le deuxième du championnat que l'ACA affronte, Arles-Avignon ouvre le score par l'intermédiaire de sa recrue hivernale Raphaël Caceres au Stade de la Beaujoire. Mais le FC Nantes égalise juste avant la mi-temps par Vincent Bessat. En seconde période, les canaris échouent ensuite à de nombreuses reprises sur un grand Ludovic Butelle.

#### Le renouveau Dumas - Journées 25 à 38
Malgré la nomination de Franck Dumas au poste d'entraineur, l'AC Arles-Avignon retombe dans ses travers et perd des points précieux face à des concurrents directs pour le maintien. Les jaunes et bleus perdent à domicile face aux Chamois niortais 1 à 0, puis à l'extérieur contre Châteauroux (2-0).
Les joueurs doivent alors réagir à domicile face à l'AJ Auxerre, pour le compte de la 27e journée de championnat. Mais les affaires se présentent mal... Après un bon début de match, l'ACA concède l'ouverture du score auxerroise, Ludovic Butelle est même sauvé à deux reprises par sa barre transversale. Au retour des vestiaires, Franck Dumas décide de faire entrer en jeu Maurice-Junior Dalé, de retour de blessure, et Jordi Delclos, recrue hivernale. Son coaching s'avère payant puisque Dalé reprend victorieusement de la tête un coup franc de Romain Rocchi. Quelques minutes plus tard, c'est au tour de Jordi Delclos d'être à la conclusion d'une passe de Ben Sangaré. L’ancien joueur de Fréjus Saint-Raphaël marque son premier but en professionnel, et l'ACA remporte une victoire inespérée 2 à 1.
Le 8 mars 2013, l'AC Arles-Avignon se déplace sur la pelouse de Clermont-Ferrand. Grâce à des réalisations de Téji Savanier, auteur d'un retourné acrobatique, et de Raphaël Caceres, les jaunes et bleus mènent rapidement 2 à 0. Mais à dix minutes de la fin, les clermontois reviennent à la marque. Contre toute attente, à la 83e minute, Yunis Abdelhamid redonne l'avantage aux siens, et Maurice-Junior Dalé parachève la marque en inscrivant un quatrième et dernier but, pour entériner une victoire des joueurs de l'ACA 4 buts à 2.
La semaine suivante, face à une équipe quasiment condamné à la descente en National, le CS Sedan, l'AC Arles-Avignon souhaite enchainer avec un troisième succès consécutif. Juste avant la pause, Téji Savanier expédie un coup franc sur la barre transversale, mais Jordi Delclos reprend le cuir à bout pourtant. Au retour des vestiaires, les jaunes et bleus se font surprendre, et perdent l'avantage en l'espace de deux minutes. Il faut attendre les arrêts de jeu de la seconde période, pour voir le miracle se produire… À la suite d'un corner tiré par Erwan Quintin, c'est Emmanuel Koné qui lobe son propre gardien de la tête. Score final, 2 à 2. Une semaine plus tard, Franck Dumas retrouve son ancienne équipe, le Stade Malherbe de Caen. À ce moment de la saison, les caennais jouent encore la montée en Ligue 1. Malgré une très bonne première mi-temps arléo-avignonnaise, les normands ouvrent le score au retour des vestiaires, par Alexandre Cuvillier, tout juste entré en jeu. Comme la semaine précédente, il faut attendre les dix dernières minutes, pour voir les jaunes et bleus arracher l'égalisation, grâce à un but signé Romain Rocchi.

#### Calendrier
| Date     | Compétition | Adversaire          | Lieu | Diffusion    | Horaires | Résultat | Buteurs de l'ACA                                        | Place | Affluence | Rapport |
| 27/07/12 | Journée 1   | Le Havre AC         | Ext. | beIN Sport 2 | 20h30    | 1 - 2    | 67e Draman · 81e Rocchi                                 | 3e    | 7 814     | Résumé  |
| 03/08/12 | Journée 2   | RC Lens             | Dom. | beIN Sport 2 | 20h30    | 0 - 0    |                                                         | 6e    | 2 871     | Résumé  |
| 10/08/12 | Journée 3   | GFCO Ajaccio        | Ext. | beIN Sport 2 | 18h45    | 1 - 1    | 85e (pen.) Suarez                                       | 9e    | 2 738     | Résumé  |
| 17/08/12 | Journée 4   | Angers SCO          | Dom. | beIN Sport 2 | 18h45    | 2 - 0    | 57e Cardy · 70e Dalé                                    | 4e    | 1 674     | Résumé  |
| 24/08/12 | Journée 5   | AS Monaco FC        | Ext. | beIN Sport 2 | 18h45    | 3 - 0    |                                                         | 8e    | 6 083     | Résumé  |
| 31/08/12 | Journée 6   | FC Nantes           | Dom. | beIN Sport 2 | 18h45    | 2 - 1    | 34e Suarez · 54e Sangaré                                | 6e    | 2 334     | Résumé  |
| 14/09/12 | Journée 7   | Chamois niortais FC | Ext. | beIN Sport 2 | 18h45    | 0 - 0    |                                                         | 6e    | 3 883     | Résumé  |
| 21/09/12 | Journée 8   | LB Châteauroux      | Dom. | beIN Sport 2 | 18h45    | 1 - 1    | 38e Suarez                                              | 7e    | 1 623     | Résumé  |
| 01/10/12 | Journée 9   | AJ Auxerre          | Ext. | Eurosport    | 20h30    | 2 - 1    | 77e Rocchi                                              | 7e    | 8 120     | Résumé  |
| 05/10/12 | Journée 10  | Clermont Foot       | Dom. | beIN Sport 2 | 18h45    | 0 - 2    |                                                         | 11e   | 2 329     | Résumé  |
| 19/10/12 | Journée 11  | CS Sedan            | Ext. | beIN Sport 2 | 18h45    | 4 - 2    | 23e Rocchi · 66e Sangaré                                | 12e   | 4 885     | Résumé  |
| 26/10/12 | Journée 12  | SM Caen             | Dom. | beIN Sport 2 | 18h45    | 0 - 2    |                                                         | 15e   | 1 659     | Résumé  |
| 02/11/12 | Journée 13  | Nîmes Olympique     | Ext. | beIN Sport 2 | 18h45    | 4 - 1    | 72e Douniama                                            | 18e   | 6 674     | Résumé  |
| 09/11/12 | Journée 14  | Stade lavallois MFC | Dom. | beIN Sport 2 | 18h45    | 0 - 3    |                                                         | 18e   | 1 650     | Résumé  |
| 23/11/12 | Journée 15  | FC Istres OP        | Ext. | beIN Sport 2 | 18h45    | 0 - 1    | 90e Douniama                                            | 18e   | 2 100     | Résumé  |
| 30/11/12 | Journée 16  | Le Mans FC          | Dom. | beIn Sport 2 | 18h45    | 0 - 0    |                                                         | 18e   | 2 017     | Résumé  |
| 11/12/12 | Journée 17  | EA Guingamp         | Ext. | beIn Sport   | 20h55    | 0 - 0    |                                                         | 17e   | 6 700     | Résumé  |
| 14/12/12 | Journée 18  | Tours FC            | Dom. | beIn Sport 2 | 18h45    | 2 - 2    | 34e Ben Saada · 55e Rocchi                              | 17e   | 1 394     | Résumé  |
| 21/12/12 | Journée 19  | Dijon FCO           | Dom. | beIn Sport 2 | 18h45    | 1 - 1    | 11e Ben Saada                                           | 17e   | 2 130     | Résumé  |
| 12/01/13 | Journée 20  | RC Lens             | Ext. | beIn Sport 2 | 20h00    | 0 - 0    |                                                         | 17e   | 14 758    | Résumé  |
| 18/01/13 | Journée 21  | GFCO Ajaccio        | Dom. | beIn Sport 2 | 20h00    | 1 - 0    | 45+1e Savanier                                          | 15e   | 1 538     | Résumé  |
| 25/01/13 | Journée 22  | Angers SCO          | Ext. | beIn Sport 2 | 20h00    | 2 - 0    |                                                         | 17e   | 5 113     | Résumé  |
| 04/02/13 | Journée 23  | AS Monaco FC        | Dom. | Eurosport    | 20h30    | 0 - 2    |                                                         | 17e   | 3 085     | Résumé  |
| 09/02/13 | Journée 24  | FC Nantes           | Ext. | beIn Sport 1 | 14h00    | 1 - 1    | 7e Caceres                                              | 17e   | 12 950    | Résumé  |
| 15/02/13 | Journée 25  | Chamois niortais FC | Dom. | beIn Sport 2 | 20h00    | 0 - 1    |                                                         | 18e   | 3 115     | Résumé  |
| 22/02/13 | Journée 26  | LB Châteauroux      | Ext. | beIn Sport 2 | 20h00    | 2 - 0    |                                                         | 18e   | 4 293     | Résumé  |
| 01/03/13 | Journée 27  | AJ Auxerre          | Dom. | beIn Sport 2 | 20h00    | 2 - 1    | 63e Dalé · 76e Delclos                                  | 17e   | 1 913     | Résumé  |
| 08/03/13 | Journée 28  | Clermont Foot       | Ext. | beIn Sport 2 | 20h00    | 2 - 4    | 9e Savanier · 24e Caceres · 83e Abdelhamid · 90+1e Dalé | 14e   | 3 450     | Résumé  |
| 15/03/13 | Journée 29  | CS Sedan            | Dom. | beIn Sport 2 | 20h00    | 2 - 2    | 45+1e Delclos · 88e c.s.c Koné                          | 14e   | 3 711     | Résumé  |
| 29/03/13 | Journée 30  | SM Caen             | Ext. | beIn Sport 2 | 20h00    | 1 - 1    | 78e Rocchi                                              | 17e   | 7 865     | Résumé  |
| 05/04/13 | Journée 31  | Nîmes Olympique     | Dom. | beIn Sport 2 | 20h00    | 1 - 1    | 66e Caceres                                             | 17e   | 3 585     | Résumé  |
| 12/04/13 | Journée 32  | Stade lavallois MFC | Ext. | beIn Sport 2 | 20h00    | 1 - 3    | 27e Caceres · 34e Rocchi · 48e c.s.c Talmont            | 13e   | 4 228     | Résumé  |
| 19/04/13 | Journée 33  | FC Istres OP        | Dom. | beIn Sport 2 | 20h00    | 1 - 0    | 23e Dalé                                                | 12e   | 2 763     | Résumé  |
| 26/04/13 | Journée 34  | Le Mans FC          | Ext. | beIn Sport 2 | 20h00    | 0 - 0    |                                                         | 13e   | 6 355     | Résumé  |
| 03/05/13 | Journée 35  | EA Guingamp         | Dom. | beIn Sport 2 | 20h00    | 0 - 2    |                                                         | 14e   | 2 594     | Résumé  |
| 10/05/13 | Journée 36  | Tours FC            | Ext. | beIn Sport 2 | 20h00    | 0 - 0    |                                                         | 12e   | 4 020     | Résumé  |
| 17/05/13 | Journée 37  | Dijon FCO           | Ext. | beIn Sport 2 | 20h30    | 2 - 3    | 37e (pen.) Caceres · 51e Caceres · 62e Caceres          | 11e   | 10 706    | Résumé  |
| 24/05/13 | Journée 38  | Le Havre AC         | Dom. | beIn Sport 2 | 20h30    | 1 - 1    | 11e Abdelhamid                                          | 11e   | 2 740     | Résumé  |

##### Résultats par journée
Nota : l'ordre des journées est celui dans lequel elles ont été jouées. La place au classement est celle du milieu de semaine.
| Journée   | 01 | 02 | 03 | 04 | 05 | 06 | 07 | 08 | 09 | 10 | 11 | 12 | 13 | 14 | 15 | 16 | 17 | 18 | 19 | 20 | 21 | 22 | 23 | 24 | 25 | 26 | 27 | 28 | 29 | 30 | 31 | 32 | 33 | 34 | 35 | 36 | 37 | 38 |
| --------- | -- | -- | -- | -- | -- | -- | -- | -- | -- | -- | -- | -- | -- | -- | -- | -- | -- | -- | -- | -- | -- | -- | -- | -- | -- | -- | -- | -- | -- | -- | -- | -- | -- | -- | -- | -- | -- | -- |
| Terrain   | E  | D  | E  | D  | E  | D  | E  | D  | E  | D  | E  | D  | E  | D  | E  | D  | E  | D  | D  | E  | D  | E  | D  | E  | D  | E  | D  | E  | D  | E  | D  | E  | D  | E  | D  | E  | E  | D  |
| Résultats | V  | N  | N  | V  | D  | V  | N  | N  | D  | D  | D  | D  | D  | D  | V  | N  | N  | N  | N  | N  | V  | D  | D  | N  | D  | D  | V  | V  | N  | N  | N  | V  | V  | N  | D  | N  | V  | N  |
| Points    | 3  | 4  | 5  | 8  | 8  | 11 | 12 | 13 | 13 | 13 | 13 | 13 | 13 | 13 | 16 | 17 | 18 | 19 | 20 | 21 | 24 | 24 | 24 | 25 | 25 | 25 | 28 | 31 | 32 | 33 | 34 | 37 | 40 | 41 | 41 | 42 | 45 | 46 |
| Place     | 3  | 6  | 9  | 4  | 8  | 6  | 6  | 7  | 7  | 12 | 13 | 15 | 18 | 19 | 18 | 18 | 17 | 17 | 17 | 17 | 15 | 17 | 17 | 17 | 18 | 18 | 17 | 14 | 14 | 17 | 17 | 13 | 12 | 13 | 14 | 12 | 11 | 11 |

Source : Liste des rencontres

Terrain : D = Domicile ; E = Extérieur. Résultat: D = Défaite ; N = Nul ; V = Victoire.

#### Extrait du classement
Extrait du classement de Ligue 2 2012-2013
| Rang | Équipe           | Pts | J  | G  | N  | P  | Bp | Bc | Diff |
| ---- | ---------------- | --- | -- | -- | -- | -- | -- | -- | ---- |
| 9    | AJ Auxerre       | 49  | 38 | 13 | 10 | 15 | 51 | 53 | -2   |
| 10   | Tours FC         | 49  | 38 | 12 | 13 | 13 | 40 | 49 | -9   |
| 11   | AC Arles-Avignon | 46  | 38 | 10 | 16 | 12 | 36 | 48 | -12  |
| 12   | RC Lens          | 45  | 38 | 9  | 18 | 11 | 39 | 53 | -14  |
| 13   | FC Istres        | 43  | 38 | 10 | 10 | 17 | 38 | 45 | -7   |
|      |                  |     |    |    |    |    |    |    |      |

### Coupe de la Ligue
| Date                  | Horaire | Tour          | Adversaire       | Lieu                         | Résultat | Buteurs pour l'ACA      | Affluence | Rapport | Diffuseur   |
| Mardi 7 août          | 20h00   | 1er Tour      | EA Guingamp      | Parc des Sports              | 1 - 0    | 84e Douniama            | 1 285     | Résumé  | Non diffusé |
| Mardi 28 août         | 20h00   | 2e Tour       | GFC Ajaccio      | Stade François-Coty          | 1 - 2    | 31e Suarez 84e Douniama | 1 205     | Résumé  | Non diffusé |
| Mercredi 26 septembre | 20h00   | 16e de finale | AC Ajaccio       | Parc des Sports              | 2 - 1    | 60e Dalé 90+4e Draman   | 2 430     | Résumé  | Non diffusé |
| Mardi 30 octobre      | 20h00   | 8e de finale  | Stade rennais FC | Stade de la route de Lorient | 1 - 0    |                         | 8 524     | Résumé  | Non diffusé |

### Coupe de France
| Date               | Horaire | Tour          | Adversaire                  | Lieu                             | Résultat | Buteurs pour l'ACA | Affluence | Rapport | Diffuseur   |
| Samedi 17 novembre | 14h30   | 7e Tour       | Roche Saint-Genest FC - PHR | Stade Dorian, Fraisses           | 0 - 1    | 80e Savanier       | 1 500     | Résumé  | Non diffusé |
| Samedi 8 décembre  | 15h00   | 8e Tour       | Limonest FC - DH            | Stade Honneur, Limonest          | 0 - 1    | 84e Suarez         | 1 500     | Résumé  | Non diffusé |
| Dimanche 6 janvier | 15h00   | 32e de finale | Avenir Foot Lozère - DHR    | Stade Jean-Jacques Delmas, Mende | 2 - 0    |                    | 2 700     | -       | Non diffusé |

### Bilan de la saison
À la fin de cette saison, le club a franchi certains caps comme celui de passer pour la première fois un tour de coupe mais aussi celui de s'implanter en Ligue 2. L'ACA se maintient lors de la 37e journée comme durant la saison précédente et peut communier avec son public lors de la dernière journée du championnat. À la sortie du stade, le président Bernard Chaussegros déclare informellement que l'entraîneur Franck Dumas allait rester en place.
Le tableau ci-dessous retrace toutes les rencontres officielles jouées par l'AC Arles-Avignon durant la saison. Le club provençal participe aux différentes journées de championnat ainsi qu'à trois tours de Coupe de France et à quatre rencontres en Coupe de la Ligue. Les buteurs sont accompagnés d'une indication sur la minute de jeu où est marqué le but et, pour certaines réalisations, sur sa nature (penalty ou contre son camp).
Le bilan général de la saison est jusqu'à présent de 14 victoires, 14 matchs nuls et 13 défaites pour 39 buts marqués et 48 encaissés.
| Compétition       | Débute au tour | Place ou tour final | Matches joués | Gagnés | Nuls | Perdus | Buts pour | Buts contre | Différence |
| Ligue 2           | -              | 11e                 | 38            | 10     | 16   | 12     | 36        | 48          | -12        |
| Coupe de France   | 7e tour        | 1/32 de finale      | 3             | 2      | 0    | 1      | 2         | 2           | 0          |
| Coupe de la Ligue | 1er tour       | 1/8 de finale       | 4             | 3      | 0    | 1      | 5         | 3           | +2         |
| Total             | -              | -                   | 45            | 15     | 16   | 14     | 43        | 53          | -10        |

### Statistiques
Ces statistiques ne comptent que pour les matchs de championnat et de coupe. Ainsi, les matchs amicaux ne sont pas comptabilisés.

#### Buteurs
| Place   | Nom                 | Championnat de Ligue 2 | Coupe de France | Coupe de la Ligue | TOTAL des BUTS |
| 1       | Raphaël Caceres     | 7                      | 0               | 0                 | 7 buts         |
| 2       | Romain Rocchi       | 6                      | 0               | 0                 | 6 buts         |
| 3       | David Suarez        | 3                      | 1               | 1                 | 5 buts         |
| 3       | Maurice-Junior Dalé | 4                      | 0               | 1                 | 5 buts         |
| 4       | Ladislas Douniama   | 2                      | 0               | 2                 | 4 buts         |
| 5       | Téji Savanier       | 2                      | 1               | 0                 | 3 buts         |
| 6       | Ben Sangaré         | 2                      | 0               | 0                 | 2 buts         |
| 6       | Chaouki Ben Saada   | 2                      | 0               | 0                 | 2 buts         |
| 6       | Jordi Delclos       | 2                      | 0               | 0                 | 2 buts         |
| 6       | Haminu Draman       | 1                      | 0               | 1                 | 2 buts         |
| 6       | Yunis Abdelhamid    | 2                      | 0               | 0                 | 2 buts         |
| 7       | Julien Cardy        | 1                      | 0               | 0                 | 1 but          |
| Détails | Buteurs acéistes    | 34 buts                | 2 buts          | 5 buts            | 41 buts        |

Note : Il faut ajouter deux buts c.s.c. inscrits par un joueur sedanais lors de la 29e journée et un joueur lavallois lors de la 32e journée de Ligue 2.

Mis à jour le 25 mai 2013

#### Passeurs
- 3 passes
  - Romain Rocchi
- 2 passes
  - Damien Plessis
  - Sébastien Cantini
  - Téji Savanier
- 1 passe
  - Bakary Soro
  - Ladislas Douniama
  - Yunis Abdelhamid
  - Jonathan Tinhan
  - Ben Sangaré
  - Maurice-Junior Dalé
  - Raphaël Caceres
  - Jordi Delclos
  - Benjamin Psaume

#### Cartons

##### Jaune
| Place   | Nom                 | Championnat de Ligue 2 | Coupe de France | Coupe de la Ligue | TOTAL des CARTONS |
| 1       | Romain Rocchi       | 10                     | 0               | 0                 | 10 cartons        |
| 2       | Damien Plessis      | 6                      | 1               | 2                 | 9 cartons         |
| 2       | Téji Savanier       | 7                      | 0               | 2                 | 9 cartons         |
| 3       | Julien Cardy        | 4                      | 0               | 0                 | 4 cartons         |
| 3       | Chaher Zarour       | 3                      | 1               | 0                 | 4 cartons         |
| 3       | Yunis Abdelhamid    | 4                      | 0               | 0                 | 4 cartons         |
| 4       | Ludovic Butelle     | 3                      | 0               | 0                 | 3 cartons         |
| 4       | Jordi Delclos       | 3                      | 0               | 0                 | 3 cartons         |
| 4       | Erwan Quintin       | 3                      | 0               | 0                 | 3 cartons         |
| 4       | Ben Sangaré         | 3                      | 0               | 0                 | 3 cartons         |
| 4       | Bakary Soro         | 3                      | 0               | 0                 | 3 cartons         |
| 5       | Haminu Draman       | 2                      | 0               | 0                 | 2 cartons         |
| 5       | Sébastien Cantini   | 2                      | 0               | 0                 | 2 cartons         |
| 5       | Ousmane N'Diaye     | 2                      | 0               | 0                 | 2 cartons         |
| 6       | Ladislas Douniama   | 1                      | 0               | 0                 | 1 carton          |
| 6       | David Suarez        | 1                      | 0               | 0                 | 1 carton          |
| 6       | Hugo Rodriguez      | 1                      | 0               | 0                 | 1 carton          |
| 6       | Jonathan Tinhan     | 1                      | 0               | 0                 | 1 carton          |
| 6       | Éric Marester       | 1                      | 0               | 0                 | 1 carton          |
| 6       | Maurice-Junior Dalé | 1                      | 0               | 0                 | 1 carton          |
| Détails | joueurs acéistes    | 53 cartons             | 2 cartons       | 4 cartons         | 59 cartons        |

Mis à jour le 25 mai 2013

##### Rouge
- 1 carton
  - Sébastien Cantini
  - Luigi Pieroni
  - Julien Cardy
  - Téji Savanier
  - Maurice-Junior Dalé
  - Erwan Quintin

#### Autres statistiques
- Victoires consécutives :  2
- Défaites consécutives :  7
- Matchs sans défaite :  8
- Matchs sans victoire :  8
- Buts: 42
  - Premier but de la saison : Haminu Draman, 67e minute, lors de la 1re journée de Ligue 2, face au Havre AC le 27 juillet 2012
  - Premier pénalty contre : David Suarez, 85e minute, lors de la 3e journée de Ligue 2, face au GFCO Ajaccio le 10 août 2012
  - But le plus rapide d'une rencontre : Raphaël Caceres, 7e minute lors de la 24e journée de Ligue 2, face au FC Nantes le 9 février 2013
  - But le plus tardif d'une rencontre : Haminu Draman, 90+4e, lors des 16e de finale de la Coupe de la Ligue, face à l'AC Ajaccio le 26 septembre 2012
  - Plus grande nombre de buts marqué contre l’adversaire : 4,  lors de la 28e journée de Ligue 2, face au Clermont Foot le 8 mars 2013
  - Plus grande nombre de buts marqué par l’adversaire : 4, lors de la 11e journée de Ligue 2 face au CS Sedan et lors de la 13e journée de Ligue 2 face au Nîmes Olympique
  - Plus grand nombre de buts marqués dans une rencontre : 6, lors de la 11e journée de Ligue 2 face au CS Sedan et  lors de la 28e journée de Ligue 2, face au Clermont Foot
  - Plus grand nombre de buts marqués en une mi-temps :  2
  - Meilleur classement de la saison en Ligue 2 : 3e à l'issue de la 3e journée de Ligue 2
  - Moins bon classement de la saison en Ligue 2 : 19e à l'issue de la 14e journée de Ligue 2

## Équipe réserve et équipes de jeunes

### Équipe réserve
L’équipe réserve de l'AC Arles-Avignon sert de tremplin vers le groupe professionnel pour les jeunes du centre de formation ainsi que de recours pour les joueurs de retour de blessure ou en manque de temps de jeu.
Pour la saison 2012-2013, elle évolue en Division d'Honneur, soit le sixième niveau de la hiérarchie du football en France. Après une deuxième place obtenue lors de la saison 2011-2012 ainsi qu'une troisième place la saison précédente dans le même championnat, l'équipe réserve de l'ACA espérait enfin décrocher son billet pour le CFA 2. Le club démarre timidement sa saison ce qui vaut à l'entraîneur de laisser sa place avant la mi-saison.
Au terme du championnat, l'équipe réserve termine première devant l'ES Le Cannet-Rocheville et accède, à la suite de la dernière journée, au CFA 2.
| Rang                                                               | Équipe                  | Pts | J  | G  | N  | P | Bp | Bc | Diff |
| ------------------------------------------------------------------ | ----------------------- | --- | -- | -- | -- | - | -- | -- | ---- |
| 1                                                                  | AC Arles-Avignon Rés    | 76  | 24 | 16 | 4  | 4 | 59 | 30 | +29  |
| 2                                                                  | ES Le Cannet-Rocheville | 73  | 24 | 13 | 10 | 1 | 58 | 26 | +32  |
| 3                                                                  | AS Gardannais R         | 69  | 24 | 13 | 6  | 5 | 42 | 25 | +17  |
| 4                                                                  | SC Toulon               | 68  | 24 | 14 | 2  | 8 | 44 | 30 | +14  |
| 5                                                                  | EUGA Ardziv Marseille   | 58  | 24 | 9  | 7  | 8 | 40 | 35 | +5   |
| - Promotion en CFA 2 - Rés : Équipe réserve - R : Relégué de CFA 2 |                         |     |    |    |    |   |    |    |      |

Le tableau suivant liste les matchs de l'équipe réserve de l'AC Arles-Avignon.

### Équipe de jeunes
L'AC Arles-Avignon aligne plusieurs équipes de jeunes dans les championnats départementaux et régionaux. Parmi ces équipes de jeunes, l'équipe des mois de 19 ans participe à deux compétitions majeures, le championnat national des moins de 19 ans et la Coupe Gambardella 2012-2013.